# Apeadero Los Patos
Los Patos es una estación ferroviaria ubicada en el departamento de Los Andes, provincia de Salta, Argentina.
Se encuentra 12 km al este de la ciudad de San Antonio de los Cobres, accediéndose por la Ruta Nacional 51.

## Servicios
Se encuentra actualmente sin operaciones de pasajeros.
Sus vías corresponden al Ramal C14 del Ferrocarril General Belgrano por donde transitan formaciones de carga de la empresa estatal Trenes Argentinos Cargas.